# Privolžskij (Oblast' di Saratov)
Privolžskij (in russo Приволжский?) è un insediamento operaio dell'oblast' di Saratov, in Russia, situato nel distretto Ėngel'sskij. Fa parte del circondario urbano della città di Ėngel's.
Il villaggio si trova sulla riva sinistra del Volga, 4 km a sud-ovest della città di Ėngel's.